# Eyerusalem Kuma
Eyerusalem Kuma (Addis Abeba, 7 september 1981) is een voormalige Ethiopische langeafstandsloopster, die gespecialiseerd was in het veldlopen en de 10.000 m. In Nederland genoot ze met name bekendheid vanwege het winnen van de marathon van Amsterdam in 2009.

## Loopbaan
In 2002 werd Kuma derde op de 10.000 m bij de Afrikaanse kampioenschappen en in 2003 werd ze tweede bij de Afrikaanse Spelen op dezelfde afstand. Haar beste prestatie boekte ze in 2004 met het winnen van 10.000 m bij de Afrikaanse kampioenschappen. Met een tijd van 31.56,77 bleef ze de Keniaanse atletes Irene Kwambai (zilver; 31.57,54) en Catherine Kirui (brons; 32.35,71) voor.
Begin 2009 werd Eyerusalem Kuma zesde op de marathon van Dubai. Deze wedstrijd werd gewonnen door haar landgenote Bekele Bezunesh in 2:24.02. Op 18 oktober 2009 won ze de marathon van Amsterdam. Met een tijd van 2:27.43 ging ze als eerste over de finish in het Olympisch Stadion.

## Titels
- Afrikaans kampioene 10.000 m - 2004

## Persoonlijke records
Baan
| Onderdeel | Prestatie | Datum        | Plaats   |
| --------- | --------- | ------------ | -------- |
| 3000 m    | 9.04,04   | 3 juni 2001  | Portland |
| 5000 m    | 15.05,37  | 31 mei 2004  | Hengelo  |
| 10.000 m  | 31.25,46  | 18 juni 2004 | Utrecht  |

Weg
| Onderdeel      | Prestatie | Datum            | Plaats     |
| -------------- | --------- | ---------------- | ---------- |
| 5 km           | 15.24     | 1 april 2001     | Carlsbad   |
| 10 Eng. mijl   | 53.19     | 8 april 2001     | Washington |
| 20 km          | 1:07.50   | 16 oktober 2011  | Amsterdam  |
| halve marathon | 1:10.42   | 6 september 2009 | Glasgow    |
| 25 km          | 1:24.42   | 16 oktober 2011  | Amsterdam  |
| 30 km          | 1:41.29   | 16 oktober 2011  | Amsterdam  |
| marathon       | 2:24.55   | 16 oktober 2011  | Amsterdam  |

## Palmares
- 2000:  New England Twilight Meet in Dedham - 15.38,93
- 2000: 7e WJK - 16.40,07
- 2003:  Ethiopian Championships in Addis Ababa - 16.20,46

### 10.000 m
- 2000: 4e New Balance Maine Distance Festival in Brunswick - 31.48,60
- 2002:  Afrikaanse kamp. in Tunis - 32.21,60
- 2003:  Afrikaanse Spelen in Hyderabad - 33.20,19
- 2004:  Olympic Qualifying Race for Women in Utrecht - 31.25,46
- 2004:  Afrikaanse kamp. in Brazzaville - 31.56,77
- 2005: 4e Sollentuna GP - 32.34,17

### 5 km
- 2000:  Carlsbad - 15.23
- 2000:  CVS Pharmacy Downtown in Providence - 16.04
- 2001:  Carlsbad - 15.24
- 2002: 4e Carlsbad - 15.24
- 2002:  Syracuse Festival of Races - 15.38
- 2003:  Internationaler Trierer Bit-Silvesterlauf - 15.48
- 2004: 5e Carlsbad - 15.37
- 2004:  Internationaler Trierer Bit-Silvesterlauf - 15.45

### 10 km
- 1998:  Bolder Boulder - 34.27
- 1999:  Orange Classic in Middletown - 34.01
- 2000:  Bolder Boulder - 33.40
- 2000: 5e Peachtree Road Race in Atlanta - 32.06
- 2000: 4e US Classic in Atlanta - 34.34
- 2000: 4e Richard S Caliguiri City of Pittsburgh Great Race - 32.21
- 2001:  Greater Clarksburg - 33.18
- 2001: 4e Peoples Beach to Beacon in Cape Elizabeth - 32.44
- 2001:  Great Ethiopian Run - 36.10
- 2002:  Richard S Caliguiri Great Race in Pittsburgh - 31.13
- 2002: 5e Tufts Health Plan in Boston - 32.12,4
- 2002:  Great Ethiopian Run - 35.28
- 2003:  Zwitserloot Dak Run in Groesbeek - 33.11,6
- 2004:  Great Ethiopian Run - 34.33

### 15 km
- 2008:  Istanbul Eurasia in Istanboel - 52.03

### 10 Eng. mijl
- 2001:  Nortel Networks Cherry Blossom - 53.19

### 20 km
- 2007:  Maroilles - 1:10.23

### halve marathon
- 1997: 27e WK in Košice - 1:12.36
- 2004: 6e WK in New Delhi - 1:11.07
- 2005:  halve marathon van Addis Ababa - 1:12.04
- 2005: DNF WK in Edmonton
- 2007: 6e halve marathon van Durban - 1:16.11
- 2009:  Great Scottish Run - 1:10.42
- 2010:  halve marathon van Glasgow - 1:11.15

### marathon
- 2009: 6e marathon van Dubai - 2:26.51
- 2009:  marathon van Praag - 2:32.43
- 2009:  marathon van Amsterdam - 2:27.43
- 2010: 8e marathon van Praag - 2:39.15
- 2010:  marathon van Amsterdam - 2:27.04
- 2011: 4e marathon van Parijs - 2:27.00
- 2011:  marathon van Amsterdam - 2:24.55
- 2012: 7e marathon van Tokio - 2:28.36
- 2012: 5e marathon van Hannover - 2:30.33
- 2012: 5e Toronto Waterfront Marathon – 2:33.23
- 2013:  marathon van Xiamen - 2:34.31
- 2013:  halve marathon van Wenen - 2:32.24
- 2013: 4e marathon van Amsterdam - 2:31.30

### veldlopen
- 2000: 7e WK voor junioren in Vilamoura - 20.45
- 2001: 23e WK (lange afstand) in Oostende - 29.58
- 2002: 5e WK (lange afstand) in Dublin - 27.19
- 2003: 4e WK (lange afstand) in Lausanne - 26.30
- 2003: 10e WK (korte afstand) in Avenches - 12.59
- 2004: 43e WK (lange afstand) in Brussel - 29.41